# Cold Summer (Mustard)
Cold Summer è il secondo album in studio del produttore statunitense Mustard, pubblicato il 30 settembre 2016. Prodotto interamente da Mustard, l'album è composto da 13 tracce che vedono la collaborazione di diversi rapper statunitensi.

## Tracce
1. Been a Long Time (feat. YG e Ty Dolla $ign) – 2:24
2. Ridin Around (feat. Nipsey Hussle e RJ) – 3:21
3. Want Her (feat. Quavo e YG) – 4:35
4. Dope Boy (feat. O.T. Genasis e Jeezy) – 2:17
5. Know My Name (feat. Rich the Kid e RJ) – 3:33
6. Lil Baby (feat. Ty Dolla $ign) – 4:19
7. Shake That Ass (feat. TeeCee 4800 e K Camp) – 2:50
8. Don't Hurt Me (feat. Nicki Minaj e Jeremih) – 3:27
9. Party (feat. Young Thug e YG) – 3:05
10. Main Bitch (feat. RJ) – 3:23
11. What These Bitches Want (feat. Meek Mill, Nipsey Hussle e Ty Dolla $ign) – 3:09
12. 10,000 Hours (feat. Ella Mai) – 3:09
13. Another Summer (feat. Rick Ross, John Legend e James Fauntleroy) – 6:36